# Lerne
Pour les articles homonymes, voir Lerné.
Pour les articles ayant des titres homophones, voir L'Herne et Leernes.
Lerne (en grec ancien Λέρνη / Lérnê ; en grec moderne Λέρνη / Lérni) est une zone côtière au sud d'Argos, dans le Péloponnèse, connue pour ses nombreuses sources formant un marécage lagunaire. Arrosée par le fleuve Érasinos, drainée au XIXe siècle, c'est une zone commerciale et industrielle au sud de la ville de Mýloi (les Moulins), chef-lieu de l'ancien dème de Lerne, devenu en 2011 un district municipal du dème d'Argos-Mycènes.
Lerne abrite un site archéologique de l'Âge du bronze, le mieux documenté du Péloponnèse pour la période comprise entre 2700 et 2200 av. J.-C.. On y trouve en particulier les premières traces, sur le pourtour de la mer Égée, d'une gestion centralisée de stocks de denrées.

## Hydre de Lerne
Dans la mythologie, le marais de Lerne était le repaire de l'Hydre, monstre tué par Héraclès, mais dès l'Antiquité la légende fut mise en doute. Selon les Histoires incroyables de Paléphatos de Samos, l'Hydre n'était pas un monstre à plusieurs têtes, mais au choix un roi, un territoire, une cité rivale de Mycènes, voire le marais lui-même, dont les eaux qui l'alimentaient rendaient vains les efforts entrepris pour le drainer avec les moyens de l'époque, le mot Hydre signifiant « aquatique », « humide », « mouillé », et les « têtes renaissantes » symbolisant la résurgence des sources.
L'abondance des sources et la fertilité du terroir de Lerne apparaissent aussi dans le mythe d'Amymone.

## Site archéologique de Lerne

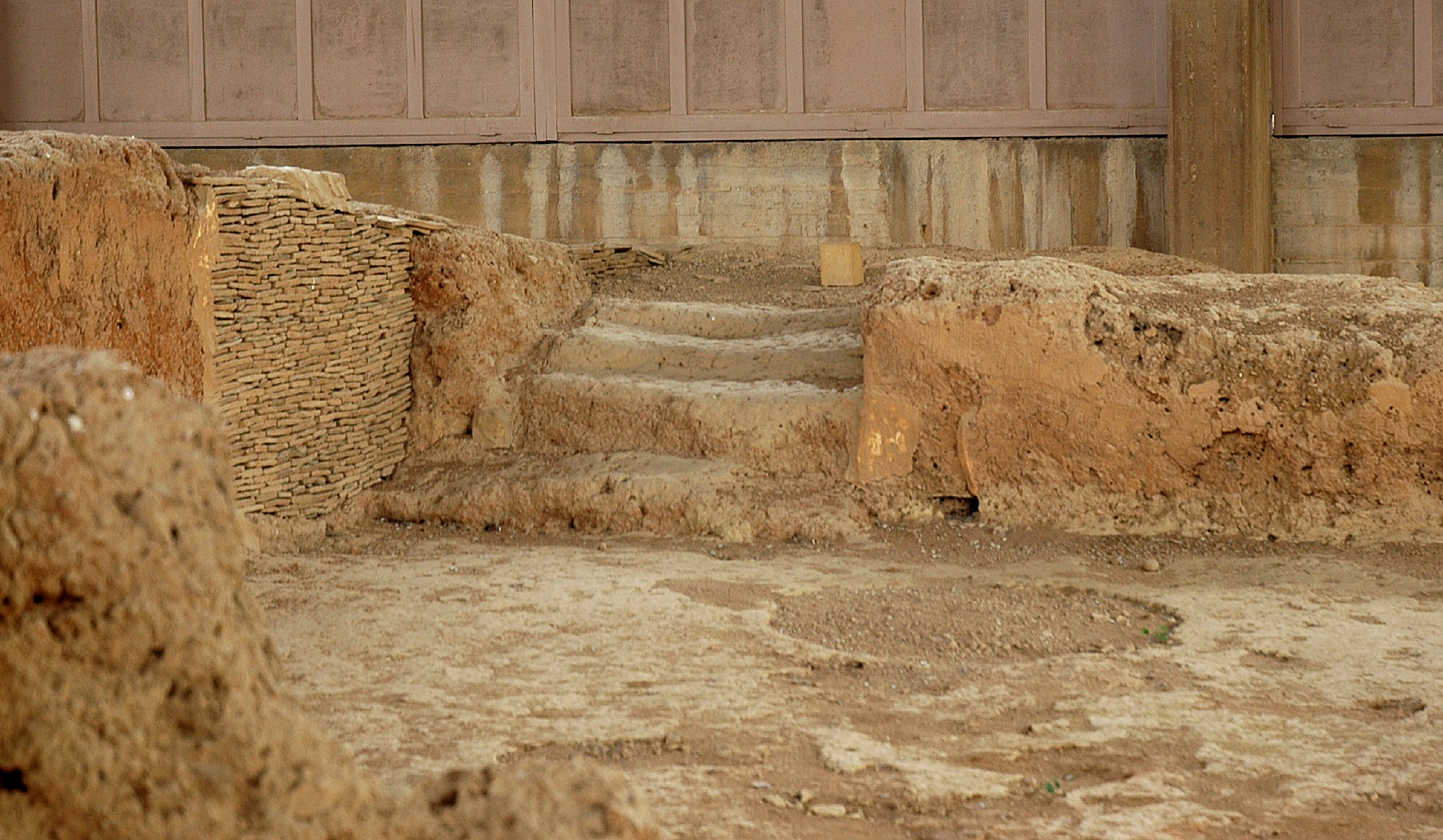
Vue partielle de la Maison des Tuiles

Le site se trouve sur un monticule artificiel, qui provient de la superposition des débris des établissements successifs. De forme ovale, il mesure 180 m dans le sens est-ouest et 160 m dans le sens nord-sud ; il s'élève à 5,5 m au-dessus des terrains environnants, à la sortie méridionale de Mýloi, très près du rivage du golfe Argolique, entre la route nationale d'Argos à Tripoli et l'ancienne voie ferrée, au sud d'un ruisseau qui découle d'une source abondante.
Il a été fouillé entre 1952 et 1958 par l'American School of Classical Studies at Athens, sous la direction de John Caskey.
Le site a été occupé de la fin du VIIe millénaire av. J.-C. au début du Ier millénaire av. J.-C., c'est-à-dire du Néolithique jusqu'à la fin de l'époque mycénienne et un peu au-delà [réf. nécessaire]. Les fouilles ont permis de mettre en évidence une stratigraphie particulièrement claire pour l'Âge du bronze.
La Maison des Tuiles, appelée ainsi en raison des milliers de plaques en terre cuite ou en schiste destinées à la couverture, est le bâtiment le plus remarquable : il s'agit d'un  palais ou d'un centre administratif fortifié à deux étages (une double enceinte défensive, avec des tours, entoure le site). Un hangar a été édifié pour le protéger. Cet édifice date du Bronze ancien, localement appelé Helladique ancien II, vers 2500 - 2300 av. J.-C.. Bien que cinq périodes d'occupation aient été identifiées à Lerne, la Maison des Tuiles ne fut pas rebâtie après sa destruction par le feu, jusqu'à ce que, à la fin de l'Helladique moyen, des tombes soient creusées dans le tumulus formé par les ruines, montrant ainsi que le sens de ce monument avait été oublié.
Lerne a été utilisé comme cimetière durant la période mycénienne, mais a été abandonné vers 1250 av. J.-C..
À l'avènement de l'époque historique (âges obscurs) vers 1200 av. J.-C., le site est toujours habité, mais est abandonné au début du Ier millénaire av. J.-C.
Le matériel des fouilles de Lerne est conservé au musée archéologique d'Argos. Les archives sont à Athènes à l'École américaine d'études classiques.

#### Publication des fouilles de Lerne
- Lerna, a preclassical site in the Argolid. Results of excavations conducted by the American School of Classical Studies at Athens, Princeton, American School of Classical Studies at Athens, 1969-
  - Vol. I, Nils-Gustaf Gejvall, The Fauna, 1969.
  - Vol. II, J. Lawrence Angel, The people, 1971.  (ISBN 0-87474-098-3)
  - Vol. III, Jeremy B. Rutter, The pottery of Lerna IV, 1995.  (ISBN 0-87661-226-5)
  - Vol. IV, The Architecture, stratification, and pottery of Lerna III, 2000.  (ISBN 0-87661-304-0)
  - Vol. V, Martha Heath Wiencke, The neolithic pottery from Lerna, 2007.  (ISBN 978-0-87661-305-4)
  - Vol. VI, Elizabeth Courtney Banks, The settlement and architecture of Lerna IV, 2013.  (ISBN 978-0-87661-306-1)
  - Vol. VII, Elizabeth Courtney Banks, The neolithic settlement, 2015.  (ISBN 978-0-87661-307-8)
  - Vol. VIII, Brice L. Erickson, The Historical Greek Village, 2018, 520 p.  (ISBN 9781621390343) (en ligne)